# Dangerous Animals
Pour plus de détails, voir Fiche technique et Distribution.
Dangerous Animals est un film australo-américain réalisé par Sean Byrne, sorti en 2025.
Le film est présenté à la Quinzaine des cinéastes au Festival de Cannes 2025.

## Synopsis
Zephyr, une surfeuse se fait enlever par Tucker, un tueur en série obsédé par les requins. La jeune femme est séquestrée sur le bateau par son ravisseur. Elle va devoir se battre pour survivre et affronter ces multiples prédateurs.

## Fiche technique
Sauf indication contraire, les informations mentionnées dans cette section peuvent être confirmées par les bases de données cinématographiques IMDb et Allociné,  présentes dans la section « Liens externes ».
- Titre original : Dangerous Animals
- Titre québécois : Prédateurs en eaux troubles[1]
- Réalisation : Sean Byrne
- Scénario : Nick Lepard
- Musique : Michael Yezerski
- Direction artistique :
- Décors : Pete Baxter
- Costumes : Marion Boyce
- Photographie : Shelley Farthing-Dawe
- Montage : Kasra Rassoulzadegan
- Production : Chris Ferguson, Brian Kavanaugh-Jones, Mickey Liddell, Troy Lum, Andrew Mason, Pete Shilaimon, Marlaina Mah, Giorgia Stawaruk, Jacob Yakob et Joseph Yakob

Producteurs délégués : Michael Glassman, Mehrdod Heydari
- Sociétés de production : LD Entertainment, Brouhaha Entertainment, Range Media Partners et Oddfellows Entertainment
- Sociétés de distribution : IFC Films / Shudder (États-Unis), Kismet Movies (Australie), The Jokers Films (France)
- Budget : N/A
- Pays de production :  Australie,  États-Unis
- Langue originale : anglais
- Format : couleur
- Genre : horreur, survie, thriller
- Durée : 98 minutes
- Dates de sortie[2] :
  - France : 17 mai 2025 (Festival de Cannes) ; 23 juillet 2025 (sortie nationale)
  - États-Unis : 6 juin 2025
  - Australie : 12 juin 2025
- Classification[3] :
  - États-Unis : R - Restricted
  - Australie : MA15+
  - France : Interdit aux moins de 12 ans avec avertissement

## Distribution
- Hassie Harrison (VF : Kelly Marot) : Zephyr
- Josh Heuston (VF : Gauthier Battoue) : Moses
- Jai Courtney (VF : Jérémie Covillault) : Tucker
- Ella Newton : Heather
- Liam Greinke : Greg
- Rob Carlton : Dave

## Production
En mai 2024, il est annoncé que Sean Byrne va réaliser un nouveau film 10 ans après son précédent film The Devil's Candy. Il sera écrit par Nick Lepard et avec Hassie Harrison, Jai Courtney et Josh Heuston dans les rôles principaux. Le scénariste, surfeur et artiste installé en Californie, a eu l'idée du film après avoir eu la vision d'un homme kidnappant une personne et l'embarque sur un bateau après l'avoir cachée dans une housse de planche de surf. Il l'a ensuite étoffé en utilisant la fascination des hommes pour des créatures telles que les requins. Pour peaufiner son scénario, il se documente et trouve une lettre de scientifiques qui ont écrit à Columbia Pictures qui à l'image véhiculée sur l'espèce dans le film Instinct de survie (2016). Cela viendra justifier selon lui la création d'un personnage comme Tucker : « C'est comme ça que j’ai eu l’idée du personnage de Tucker, le tueur en série. Il nourrit cette obsession malsaine et, dans le même temps, milite pour la protection des requins. »
La société de financement et de vente de films Mister Smith Entertainment (en) présente le projet lors du Marché du Film en marge du festival de Cannes 2024.
Le 30 mai 2024, il est annoncé que le tournage à lieu à Gold Coast dans le Queensland.
Contrairement à leur célèbre prédécesseur Les Dents de la mer (Steven Spielberg, 1975), l'équipe de Dangerous Animals n'a pas voulu recourir à des requins en animatroniques. Des images réelles de requins sont ainsi utilisés, modifiées puis intégrées dans les scènes grâce aux effets spéciaux numériques.

## Sortie et accueil

### Dates de sortie
Dangerous Animals est présenté en avant-première le 17 mai 2025 à la Quinzaine des cinéastes du festival de Cannes 2025,,. En février 2025, IFC Films et la plateforme de streaming Shudder achètent les droits de distribution pour le sol américain. Le film sort dans le salles américaines le 6 juin 2025. En Australie, il est distribué par Kismet Films dès le 12 juin.

### Critique
Sur le site d'agrégation de critiques Rotten Tomatoes, le film obtient 89% d'avis favorables, pour 53 critiques. Le consensus suivant résumé les avis collectés : « Rempli jusqu'aux branchies de chocs mémorables et d'un revirement de situation palpitant et déjanté de Jai Courtney, Dangerous Animals sera un compagnon irrésistible pour les aficionados de l'horreur. » Sur le site Metacritic, qui utilise une moyenne pondérée, le film obtient la note de 65⁄100 pour 15 critiques.

## Distinctions
- Festival de Cannes 2025 : en compétition à la Quinzaine des cinéastes